# Scardasso
Lo scardasso o cardatrice è una macchinario con denti di ferro usato per allargare le fibre di lana, operazione chiamata cardatura.

## Cardatura tradizionale

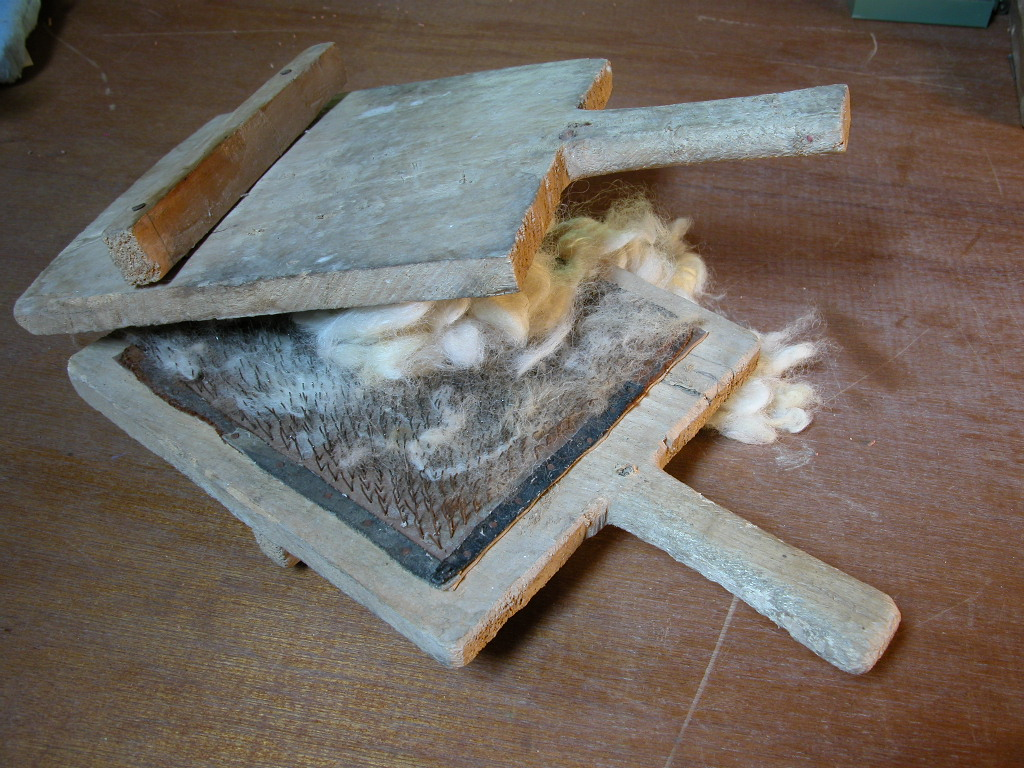
Vecchi cardacci

Prima della rivoluzione industriale la cardatura veniva esclusivamente fatta a mano con i cardacci, due assicelle di legno dotate di impugnatura irte di chiodi; la sfregatura di una contro l'altra con in mezzo l'ammasso di fibre provvedeva a districare le fibre stesse. Oggi i cardacci hanno sottili dentini in acciaio, molto simili ad un tipo di spazzole per i cani.

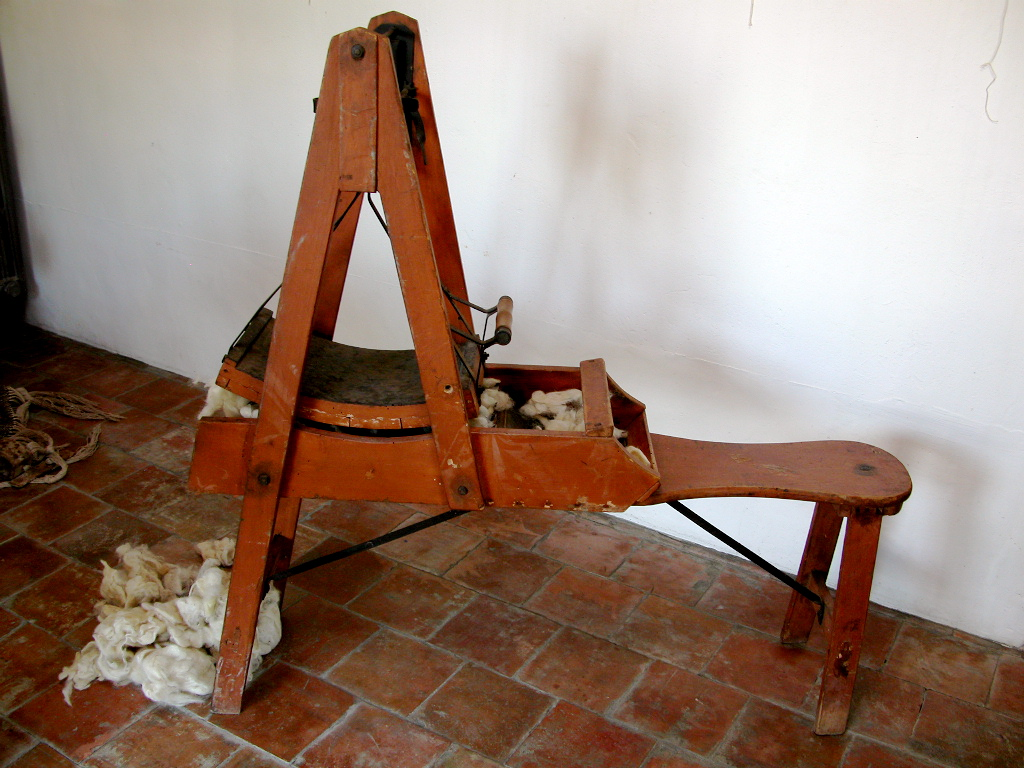
Cardatrice da materassaio

Lo scardasso, che fino non molto tempo fa vedevamo usare dai materassai quando rifacevano i materassi di lana, è munito di una dentatura molto grossolana e all'azione energica.